# Patti Scialfa
Vivienne Patricia "Patti" Scialfa, nascuda el 29 de juliol de 1953, és una cantautora i guitarrista nord-americana. Scialfa és membre de l'E Street Band des de 1984 i està casada amb Bruce Springsteen des de 1991. El 2014, Scialfa va entrar al Rock and Roll Hall of Fame amb la resta de l'E Street Band.

## Inicis
Scialfa va créixer a Deal, a la costa de Nova Jersey. Era la filla mitjana del matrimoni de Joseph Scialfa i Patricia Morris. El seu pare era descendent de sicilians i la mare és de Belfast. També té germanastres del segon casament del seu pare. El seu pare era un empresari d'èxit a la seva ciutat, que havia començat amb una botiga de televisors, i s'havia convertit en promotor immobiliari.
Scialfa es va graduar a l'Institut d'Asbury Park el 1971.
Scialfa componia cançons des de petita, i la primera feina que va tenir després d'acabar l'institut va ser fent cors en bars de Nova Jersey. El 1994, va dir en una entrevista que tenia poc talent per res que no fos la música, i que havia anat a la universitat com a manera d'ampliar els seus horitzons com a intèrpret, mentre feia el que els seus pares n'esperaven. Té un títol en música de la Universitat de Nova York, que va aconseguir després de traslladar-se des del conservatori de jazz de la Universitat de Miami.

## Carrera musical
Mentre era a la universitat, Scialfa anava enviant composicions a altres artistes amb l'esperança que les gravessin. Però no ho va aconseguir, i després de llicenciar-se, Scialfa va treballar tocant al carrer i fent de cambrera a Greenwich Village. Juntament amb Soozie Tyrell i Lisa Lowell, van crear un grup de carrer anomenat Trickster. Durant molts anys, va lluitar per obrir-se pas en la indústria musical de Nova York i Nova Jersey, fins que va aconseguir tocar a Folk City i Kenny's Castaways de Greenwich Village, així com a The Stone Pony d'Asbury Park. Scialfa va tocar breument al grup resident de The Stone Pony, que es deia Cats on a Smooth Surface. Aquestes actuacions van fer que s'hi fixessin, i va aconseguir gravar amb Southside Johnny i David Johansen.
El 1984, Scialfa va passar a l'E Street Band, tres o quatre dies abans de començar la gira de Born in the U.S.A.. El 1986, va participar en el disc Dirty Work dels Rolling Stones, fent veus a "One Hit (To the Body)" i altres cançons. Va treballar amb Keith Richards en el seu primer disc en solitari Talk is Cheap. Steve Jordan, que era coproductor del disc de Richards, era amic de Scialfa des de l'època de Greenwich Village.
Scialfa conserva les amistats en la indústria musical durant molts anys. És amiga de Soozie Tyrell i Lisa Lowell des d'abans que treballessin plegades en un disc de Buster Poindexter (David Johansen) el 1987; Lowell i Tyrell han treballat des de llavors en unes quantes gravacions de Springsteen i Scialfa i Tyrell, violinista, ha gravat i participat en gires amb Springsteen i l'E Street Band.
Scialfa ha gravat tres discos en solitari: Rumbe Doll el 1993, 23rd Street Lullaby de 2004 i Play It as It Lays el 2007. Els seus primers dos discos van rebre quatre estrelles per part de Rolling Stone, mentre que el tercer es va quedar amb tres i mitja. Els seus discos destaquen per una tessitura de veu impressionant, i per la barreja de country tradicional, música folk i rock. Springsteen i altres companys de l'E Street, com Lofgren i Roy Bittan, hi han contribuït. Després de la publicació del seu segon disc, Scialfa va fer una sèrie d'actuacions en locals de la costa est dels Estats Units, i va tocar en l'últim concert de la gira Vote for Change de 2004, a favor de John Kerry.
En una entrevista de 2009, va confirmar que estava treballant en un nou disc. El 2011 va confirmar a la ràdio que tenia escrites la majoria de les cançons del seu quart disc i només havia de trobar el moment per gravar-lo.

## Vida personal
Scialfa va conèixer Springsteen al the Stone Pony, un bar de Nova Jersey, a principis dels anys 1980.
Encara que al principi hi era reticent, Scialfa va participar en el Tunnel of Love Tour de 1988, ajornant la gravació d'un disc en solitari. La primavera de 1987, Springsteen es va separar de la seva dona, Julianne Phillips, i Scialfa i Springsteen van començar a viure junts poc després. El divorci de Springsteen i Phillips fou definitiu el 1989.
Scialfa i Springsteen van viure al principi a Nova Jersey i després breument a Nova York, abans de traslladar-se a Los Angeles, on van començar a tenir fills. El 25 de juliol de 1990, Scialfa va tenir el primer fill, Evan James Springsteen. Es van casar el 8 de juny de 1991 a la seva casa de Los Angeles en una cerimònia on només van assistir-hi la família i els amics més propers. La seva segona filla, Jessica Rae Springsteen, va néixer el 30 de desembre de 1991; i el tercer, Samuel Ryan Springsteen, el 5 de gener de 1994. La família va tornar a Nova Jersey a principis dels anys 1990 i ara viuen a Colts Neck, Nova Jersey. També tenen casa a Rumson (Nova Jersey), Wellington (Florida), a prop de West Palm Beach, i Los Angeles.

## Discografia
- 1993: Rumble Doll
- 2004: 23rd St. Lullaby (#152, Billboard)
- 2007: Play It As It Lays (#90, Billboard)
- 2011: va contribuir amb una cançó anomenada "Children's Song" al disc caritatiu Every Mother Counts, un duet amb Bruce Springsteen[20]
- 2014: "Linda Paloma" (Looking into You: A Tribute To Jackson Browne), un duet amb Bruce Springsteen[21]